# Pycnanthus marchalianus
Pycnanthus marchalianus är en tvåhjärtbladig växtart som beskrevs av Jean H.P.A. Ghesquière. Pycnanthus marchalianus ingår i släktet Pycnanthus och familjen Myristicaceae. Inga underarter finns listade i Catalogue of Life.